# Język taiap
Język taiap (lub tayap ), także gapun – język papuaski używany we wsi Gapun w prowincji Sepik Wschodni w Papui-Nowej Gwinei. Według danych z 2007 roku posługuje się nim 75 osób.
Jest poważnie zagrożony wymarciem. Został w dużej mierze wyparty przez tok pisin, który dominuje we wszelkich sferach życia.
Nie udowodniono jego pokrewieństwa z żadnym innym językiem, toteż jest rozpatrywany jako język izolowany.
Badaniami nad językiem taiap zajmował się antropolog Don Kulick .